# Syndrome de la vulve de la cycliste
Le syndrome de la « vulve de la cycliste » est caractérisé par un gonflement unilatéral d'une des grandes lèvres qui se présente chez des cyclistes ayant une pratique intensive, et  exceptionnellement, chez des femmes pratiquant intensément le vélo en salle ou chez des cavalières. Il a été décrit sous ce terme pour la première fois en 2002.  Ses causes peuvent répondre à des origines différentes : lymphœdème secondaire associé à des anomalies lymphatiques de la jambe, suspicion de traumatismes répétés avec exclusion d'un diagnostic de lymphœdème ou de lymphagite, fibrœdème dermique associé à une dilatation lymphatique ou à une augmentation du tissu adipeux.

## Étiologie
Selon le professeur Luc Baeyens, gynécologue du sport au CHU Brugmann à Bruxelles dans le British Medical Journal en 2002,  ce bombement s'atténue au repos sportif mais est généralement définitif. Il s'agit d'un lymphoedème avec à chaque fois des ralentissements ou anomalies lymphatiques dans la jambe homolatérale et/ou le bassin. Ces altérations des trajets lymphatiques sont dues à de petites infections répétées de la région périnéale, à une position trop penchée sur le guidon et surtout à une pression trop importante et trop longue de la selle sur les parties génitales.
Une prédisposition génétique doit également être prise en considération comme l'on voit aussi pour le gros bras après traitement d'un cancer du sein.
Le tableau évoquant l'induration nodulaire périnéale — aussi connue sous le nom de "troisième testicule" — décrite chez les hommes par Vuong et al. en 1988; il a été suggéré en 2002 par Humphries d'en rechercher l'existence par  analyse histologique, et par Bayens de le considérer comme un diagnostic différentiel. Toutefois  ces cas d'INP sont quasiment inexistants chez les femmes, et l'un des rares cas rapporté en 2020 est limité à la zone périnéale, sans mention de gonflement des lèvres.
Un collectif de médecins français et britanniques, composé de dermatologues, gynécologues et d’un spécialiste de médecine du sport, a décrit en octobre 2014 huit cas de gonflement vulvaire unilatéral chez des cyclistes. Les causes trouvées sont différenciées, et concluent pour 6 cas sur 8 à une fibrœdème dermique associé à une dilatation lymphatique ou à une augmentation du tissu adipeux, deux cas n'étant pas précisés. Les auteurs y présentent les résultats de l’imagerie, les données histologiques et fournir des informations sur le pronostic après traitement chirurgical avec un suivi de plus de 5 ans (66 mois). L’âge moyen des patientes est de 45 ans (18-68 ans). Elles parcouraient toutes de longues distances à vélo chaque semaine (entre 125 à 450 km, en moyenne 245 km).

## Incidence
Les chiffres concernant l'incidence de ce syndrome sont contradictoires. De nombreux auteurs le décrivent comme rare. Farrah Aljuhani et al. indiquent que jusqu'en 2024 moins de 25 cas auraient été rapportés, tandis que Bayens et al. évoquent des chiffres entre 20 % et 46 % des pratiquantes à haut niveau selon un questionnaire auto-administré en ligne, ayant eu 93 % de répondantes signalant des problèmes gynécologiques associés à la pratique du cyclisme.
Malgré un nombre important de réactions dans la presse internationale à cette époque, cette pathologie est restée longtemps inconnue car taboue dans le monde sportif et médical. Ce n'est que depuis les années 2010 que les sportives atteintes sortent lentement de l'ombre.

## Prévention

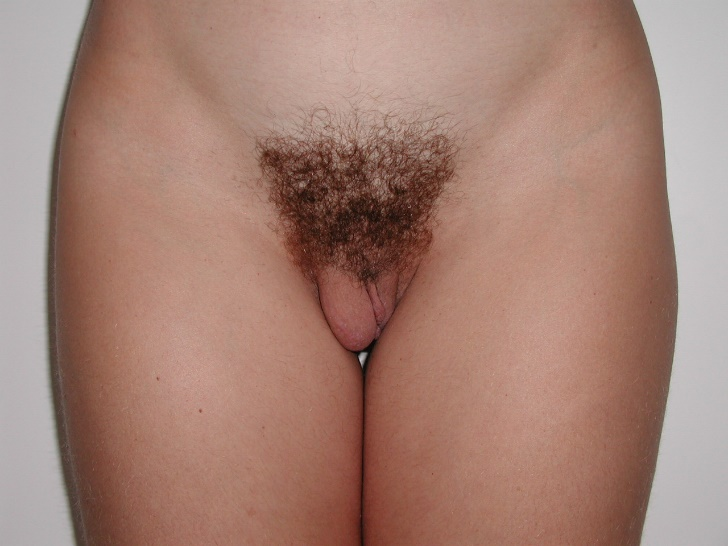

Chirurgie

## Traitement
Vu le risque de rechute, la chirurgie ne peut être envisagée qu'en cas de douleur persistante locale ou plus souvent à distance (dos, genou, etc) par la mauvaise position sur la selle. L'intervention doit alors être pratiquée sous contrôle peropératoire des trajets lymphatiques par lymphoscintigraphie fluorescente ou par la technique du ganglion sentinelle inversé, afin d'éviter de perturber encore plus la perfusion lymphatique. Malgré ces précautions, la kiné lymphatique devra être poursuivie pendant toute la période sportive active.
Dans l'étude franco-britannique  de 2014 déjà citée, six patientes ont subi l’ablation chirurgicale de la zone gonflée, deux en raison d’un inconfort, quatre pour des motifs esthétiques. Les résultats montrent que l’ablation chirurgicale pourrait réduire à la fois l’inconfort et le préjudice esthétique liés au gonflement vulvaire.